# Papá a la deriva
Papá a la deriva foi uma telenovela chilena produzida e exibida pelo canal Mega. Foi lançado no Chile, em 25 de maio de 2015. Escrita por Daniella Castagno, Alejandro Bruna, Paula Parra, Felipe Rojas e Raúl Gutiérrez, foi dirigida por Felipe Arratia, sob as ordens de María Eugenia Rencoret.

## Enredo
Bruno Montt (Gonzalo Valenzuela) é um homem com quatro filhos, quando ele é transportado para um novo trabalho começa a começar as suas vidas em outra casa. Naquela casa, vivem com ele seus filhos: Cristóbal Montt (Simon Pesutic), Arturo Montt (Nahuel Cantillano), Esmeralda Montt (Li Friedman) e Marina Montt (Giulia Inostroza). Outra pessoa importante na história é Violeta Padilla (María Gracia Omegna), que já vivia em uma casa com seu pai, Eugenio Padilla (Claudio Arredondo) em Valparaíso, a qual perdeu no incêndio de 2014. 

## Elenco
- Gonzalo Valenzuela como Bruno Montt.
- María Gracia Omegna como Violeta Padilla.
- Francisca Imboden como Rosario Quevedo.
- Maricarmen Arrigorriaga como Berta Bonfante.
- Solange Lackington como Victoria "Vicky" Urrutia.
- Fernando Larraín como Miguel Ayala.
- Claudio Arredondo como Eugenio "Queno" Padilla.
- Ignacio Achurra como Matías Quiroz.
- Simón Pesutic como Cristóbal Montt.
- Fernanda Ramírez como Camila Quiroz.
- Francisco Danobeitia como Felipe Briceño.
- Pancrasia Larrain como Bárbara "Barbie" González.
- Renato Jofré como Diego Quiroz.
- Sofia Vergara Perez como Esmeralda Montt.
- Constanza Mackenna como Mary Ann Chamberline
- Nahuel Cantillano como Arturo Montt.
- Giulia Inostroza como Marina Montt.
- Jacqueline Boudon como Lucía
- Paulina Hunt como Directora del Colegio
- Roberto Prieto como Lucho "El Leyenda"